# Le Bois
Le Bois är en kommun i departementet Savoie i regionen Auvergne-Rhône-Alpes i sydöstra Frankrike. Kommunen ligger i kantonen Moûtiers som tillhör arrondissementet Albertville. År 2018 hade Le Bois 394 invånare.

## Befolkningsutveckling
Antalet invånare i kommunen Le Bois
| Referens: INSEE |